# Kloster Belmonte
Das Kloster Belmonte (Bellus Mons; Santa María de Lapedo; La Villa Lapideum) ist eine ehemalige Zisterziensermönchsabtei im Concejo Belmonte de Miranda in Asturien in Spanien, im Tal des Rio Pigüeña.

## Geschichte
Das Kloster wurde wohl kurz vor der Jahrtausendwende von der Königin Velasquita, der Gemahlin des Königs Bermudo II. von León und Galicien, gestiftet und von König Alfons VII. von Kastilien unter seinen Schutz gestellt. Von diesem Bau sind Reste nicht erhalten. 1206 schloss sich das Kloster dem Zisterzienserorden an; es unterstand dem Kloster Carracedo und gehörte damit der Filiation des Klosters Cîteaux an. Der Name Belmonte rührt von dem kleinen Ort her, der sich bei dem Kloster bildete. In der Klosteraufhebung (Desamortisation) unter der Regierung von Juan Álvarez Mendizábal wurde das Kloster im Jahr 1835 aufgelöst und bald abgebrochen. Das Abbruchmaterial wurde für verschiedene Zivilbauten verwendet.

## Bauten und Anlage
Von den Baulichkeiten des Klosters ist wohl nichts erhalten.